# 宣胤卿記
『宣胤卿記』（のぶたねきょうき）は、戦国時代の公卿・中御門宣胤の日記。

## 内容
執筆期間は文明12年（1480年）正月から大永2年（1522年）正月にわたる。戦国期の公家の生活の情報に富み、細川政元の暗殺や細川澄元の敗死などいわゆる永正の錯乱を巡る畿内の政局をつぶさに見て取れる。
自筆原本は現存しないが、写本の種類は非常に多く、相補っている。